# Crash! Boom! Live!
Crash! Boom! Live! - The Johannesburg Concert è un video concerto del duo pop rock svedese Roxette, pubblicato nel 1996 dalla Picture Music International.

## Descrizione
Crash! Boom! Live! è un video rilasciato in VHS e Laserdisc.
Il concerto, tenuto a Johannesburg, in Sudafrica, è stato registrato all'Ellis Park Stadium, il 14 gennaio 1995, durante il tour mondiale "Crash! Boom! Bang!".

## Tracce
LaserDisc (Giappone TOLW-3239)
VHS (Europa MVN-491555-3 · Giappone TOVW-3239)
1. Sleeping In My Car
2. Fireworks
3. Almost Unreal
4. Dangerous
5. Crash! Boom! Bang!
6. Listen To Your Heart
7. The First Girl On The Moon
8. Harleys & Indians
9. Lies
10. The Rain
11. Run To You
12. It Must Have Been Love
13. Dressed For Success
14. The Big L.
15. Spending My Time
16. The Look
17. Love Is All
18. Joyride